# Neonesidea expansa
Neonesidea expansa är en kräftdjursart som först beskrevs av Brady 1880.  Neonesidea expansa ingår i släktet Neonesidea och familjen Bairdiidae. Inga underarter finns listade i Catalogue of Life.